# Assemblée nationale (république du Congo)
Pour les autres articles nationaux ou selon les autres juridictions, voir Assemblée nationale.
Ne doit pas être confondu avec Assemblée nationale (république démocratique du Congo).
15e législature
Palais du Parlement
L'Assemblée nationale est la chambre basse du parlement de la république du Congo. Elle comprend 151 députés.

## Système électoral
L'Assemblée nationale est composée de 151 sièges pourvus pour cinq ans au scrutin uninominal majoritaire à deux tours dans autant de circonscriptions électorales,.

## Dernières élections
Les élections législatives de 2022 en république du Congo se sont déroulées le 10 juillet 2022 pour le premier tour et le 31 juillet 2022 pour le second tour en vue d'élire les 151 députés de la 15e législature. Avec 112 élus, le Parti congolais du travail (PCT) obtient la majorité absolue.